# Honda EXP-2
La Honda EXP-2 è una motocicletta sperimentale per l'off-road che utilizza un motore a 2 tempi da 402cc ad iniezione diretta e dal sistema ARC/V, progettata nel 1994 e utilizzata nel 1995 nella Dakar.

## Tecnologia
La peculiarità della motocicletta è l'uso della valvola di scarico ARC/V (Advanced Radical Control Valve), che permette di produrre un effetto pre-combustione con l'uso ridotto dell'acceleratore, che permette di bruciare tutto il combustibile ed evita di disperdere la carica fresca allo scarico, il propulsore originariamente è caratterizzato anche dall'utilizzo dell'iniezione diretta PDI (Pneumatic Direct Injection), posta leggermente sopra i travasi coanda e indirizzata verso il lato opposto all'altezza della testata, successivamente sulla motocicletta viene usato una versione del propulsore con il sistema ad iniezione indiretta PGM-FI (Programmed Fuel Injection).